# Посельская, Аксения Васильевна
Аксения Васильевна Посе́льская (1924—1983) — первая якутская балерина и педагог.

## Биография
Родилась 24 декабря 1924 года в селении Мельжехси Хоптогинского наслега Чурапчинского района Якутской АССР.
С 1941 года стала заниматься классическим танцем и хара́ктерными уроками под руководством опытного педагога-балетмейстера И. А. Каренина, обучалась также у О. Г. Зиминой, С. В. Владимирова на хореографическом отделении Якутского музыкально-художественного училища. В 1942 году Государственный Якутский театр, в котором она работала, был реорганизован в Якутский музыкально-драматический театр, и в начале октября в театре был организован первый вечер балета, посвящённый борьбе с гитлеровской Германией в Великой Отечественной войне.
В сентябре 1944 года Управление по делам искусства Якутской АССР решило отправить ряд артистов на учёбу в центральные города. Аксения Посельская была направлена в хореографическое училище при Большом театре, где она училась у заслуженного артиста РСФСР Н. И. Тарасова. А 29 июня 1947 года в Якутском музыкально-драматическом театре был поставлен первый якутский балет «Полевой цветок», ставший символом Победы.
С мая 1952 по сентябрь 1953 года А. В. Посельская находилась под следствием по необоснованному обвинению, связанному с убийством её мужа. После амнистии некоторое время преподавала в Чурапчинском районе. С 1956 года вернулась в балет и работала в Якутском музыкально-драматическом театре (ныне Саха академический театр имени П. А. Ойунского), затем с 1960 по 1964 год работала первым педагогом-репетитором балетной труппы этого же театра. В 1959—1961 годах Посельская проходила стажировку в Московском музыкальном театре им. Станиславского и Немировича-Данченко.
15 января 1958 года награждена медалью «За трудовое отличие».
В 1966 году в Якутском республиканском культурно-просветительном училище при участии Аксения Васильевна открылось хореографическое отделение, где она работала заведующей отделения, а также педагогом классического танца и композиции до конца своей жизни.
Умерла в 1983 году в Якутске.
Некоторое время Якутское хореографическое училище называлось «Якутское хореографическое училище имени А. В. Посельской», а 9 сентября 2011 года Указом № 900 Президента Республики Саха (Якутия) Е. А. Борисова оно было переименовано в «Якутское хореографическое училище имени Аксении и Натальи Посельских».
Была замужем за наркомом просвещения, министром образования Якутской АССР Семёном Семёновичем Сюльским; дочь — Наталья Посельская также стала балериной.